# Sergej Vasil'evič Gippius
Sergej Vasil'evič Gippius (Perm', 20 gennaio 1924 – Vladivostok, 7 agosto 1981) è stato un regista sovietico.

## Filmografia parziale

### Regista
- Anafema (1960)
- Ma'čik s kon'kami (1962)